# Lepanthes stenosepala
Lepanthes stenosepala é uma espécie de orquídea (Orchidaceae) dispersa do El Salvador à Guatemala.